# Haberfield
Haberfield é um subúrbio localizado na região metropolitana do Oeste Interior de Sydney, no estado da Nova Gales do Sul, na Austrália. Haberfield fica localizado a nove quilômetros a oeste do distrito empresarial central de Sydney, na área do governo local do Conselho do Oeste Interior. Sua população, segundo o censo de 2011, era de 6 650 habitantes.

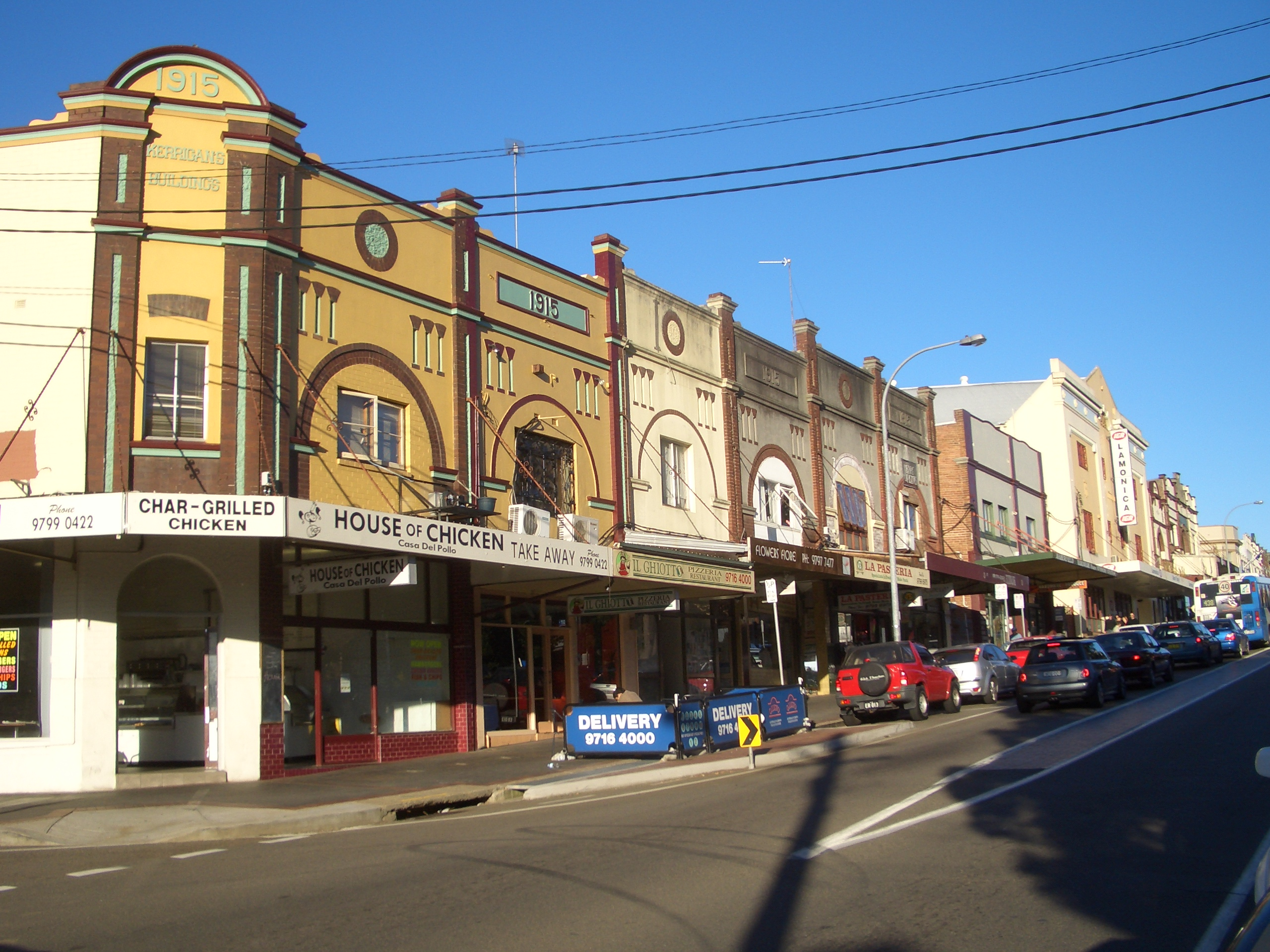
Rua Ramsay, Haberfield